# Mina antipersona

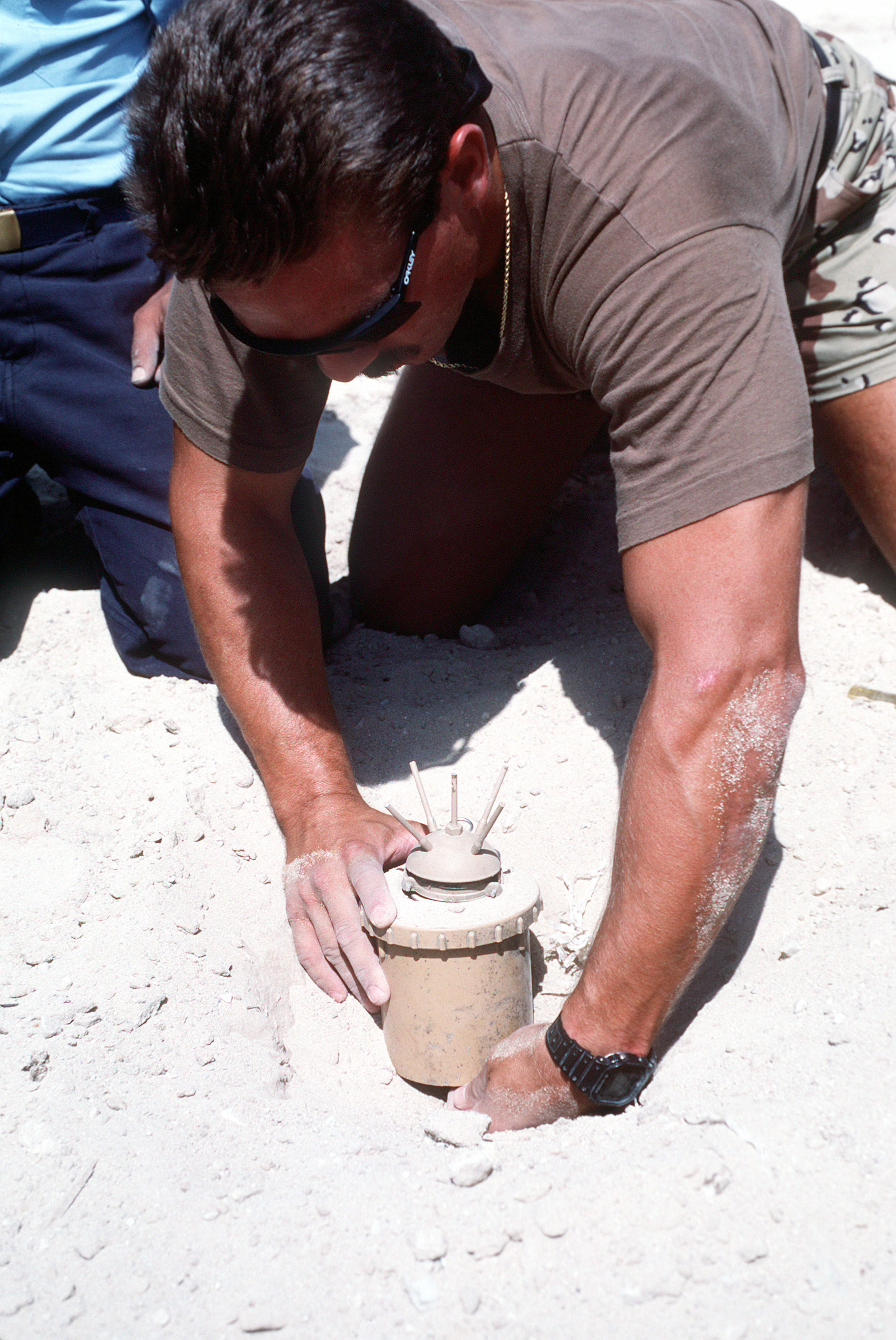
Mina antipersona italiana Valmara 69.

Las minas letales, antipersona o antipersonales son un tipo de mina terrestre. Están diseñadas para matar o incapacitar a sus víctimas. Se utilizan para colapsar los servicios médicos enemigos, desmoralizar a sus tropas, y dañar vehículos no blindados. Por ello, se busca sobre todo que hieran gravemente o mutilen, y no tanto que maten, ya que las consecuencias de un herido en la guerra son más problemáticas que las de un muerto. Así, sus efectos más comunes son amputaciones, mutilaciones genitales, lesiones musculares y en órganos internos, o quemaduras.
Se calcula que hay más de 110 millones de minas repartidas en más de 64 países (la mayoría en África). Cada año más de veintiséis mil personas mueren o sufren traumáticas mutilaciones debido a las explosiones de estas armas. Pueden permanecer activas durante más de cincuenta años después del fin de un conflicto. Frecuentemente no se señalizan las zonas minadas, ya que son lanzadas arbitrariamente desde aviones o desde lanzadoras sin ningún control sobre la zona en que caen. Tampoco se elaboran mapas de minas, cosa que provoca, como ocurrió en Bosnia-Herzegovina, que muchas veces los soldados en plena retirada ante una contraofensiva del contrincante fueran víctimas de las minas que ellos mismos habían colocado previamente.

## Tipos de minas

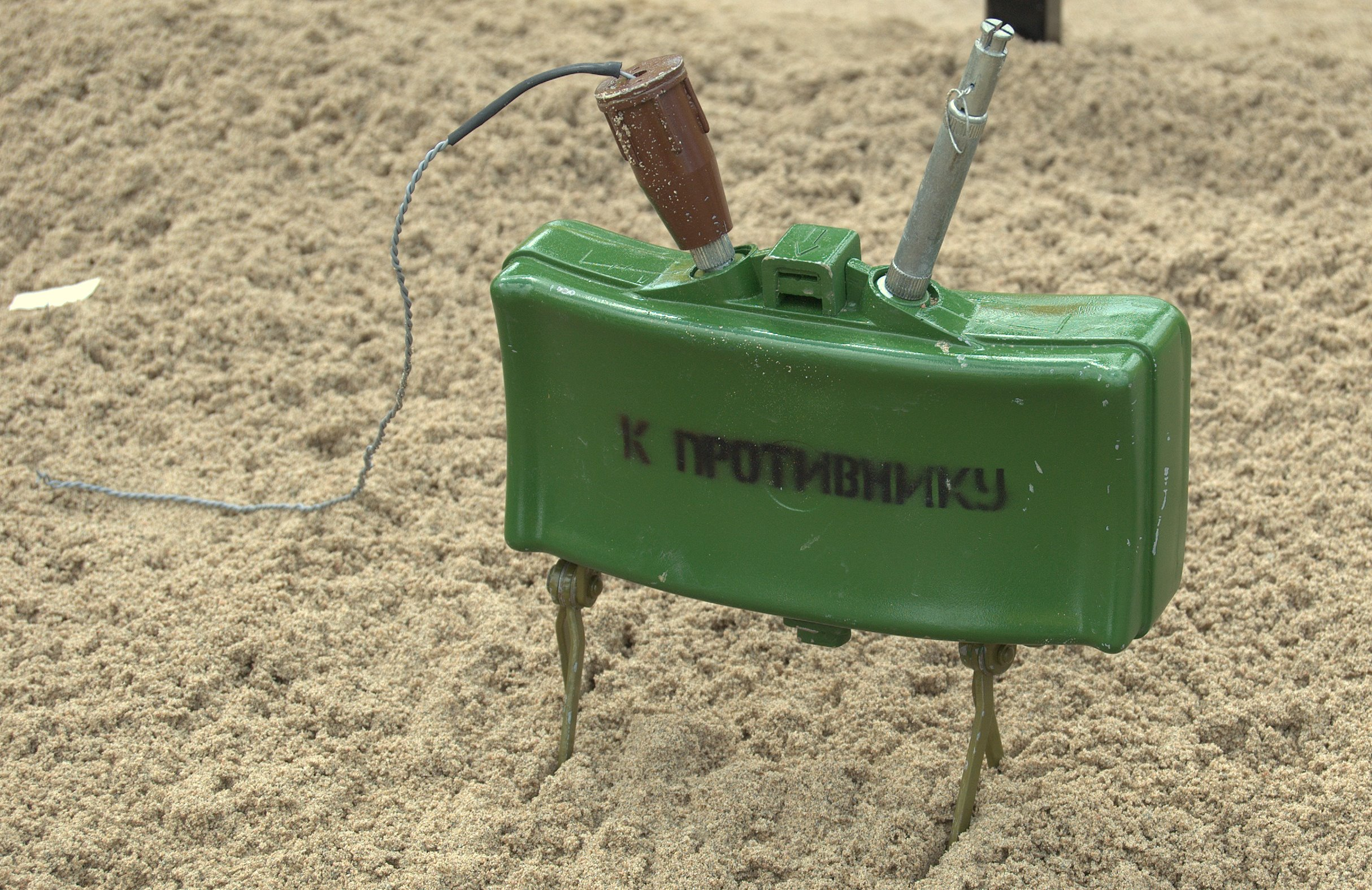
Mina antipersona soviética tipo MON-50, de diseño similar a la mina estadounidense M18 Claymore.

La mina antipersona es uno de los tipos de armamento más desarrollado y fatídicamente certero de las últimas décadas. Su objetivo principal no es matar, sino incapacitar o herir a sus víctimas, mayoritariamente a la población civil. Por este motivo se activan por la presión de un peso muy ligero (muchas de sus víctimas son niños). El tipo de mina antipersona más frecuente es la mina explosiva, que estalla cuando la víctima la pisa directamente, produciendo la amputación del pie o de la pierna y provocando lesiones graves en la otra pierna, genitales, e incluso en los brazos. Las minas direccionales de fragmentación y las minas saltadoras matan o mutilan a la víctima que las acciona e incluso a todas aquellas personas que se encuentran en su letal radio de acción.
El 90 % de las víctimas de las minas antipersona son civiles. Aún después de finalizada una guerra, su presencia en carreteras, caminos y campos de cultivo es una amenaza constante para la población e impide la vuelta a la normalidad y el desarrollo económico del país tras el conflicto. Las minas antipersona provocan cada año más de 20 000 víctimas (o lo que es lo mismo, una víctima cada 20 minutos), principalmente civiles, e hipotecan el desarrollo de muchas sociedades ya que impiden poder explotar el único recurso de que disponen: el campo. En lugares como Bosnia-Herzegovina, Camboya y Croacia, donde se están aplicando la prohibición del empleo de minas antipersona y los requisitos de limpieza de las minas, así como programas de sensibilización sobre el peligro que suponen, el número anual de víctimas ha disminuido de forma espectacular: más del 6 5%.

## Costes
Colocar una mina puede costar 1,8 euros (unos dos dólares estadounidenses), pero desactivarla puede llegar a mucho más: hasta 718 euros. Frecuentemente son las mismas empresas productoras de minas las que proporcionan servicios de desminado, en un ejercicio de negocio ya que están diseñadas para mutilar, más que para matar. Este aspecto es destacado frecuentemente en la publicidad de algunos fabricantes, los cuales se basan en la idea que es mejor mutilar al enemigo que matarlo, ya que una persona en condición de discapacidad supone un coste económico, social y moral mucho más duro que el de una persona muerta.

## Países minadores y minados
Los principales países productores, que forman un arsenal de entre 180 y 185 millones de minas, son Estados Unidos, China, Rusia, Israel, Pakistán, Sudáfrica, Corea del Norte, Corea del Sur, Nepal, India, Singapur y Vietnam.
Los países más afectados por estas armas son Camboya (10 millones de minas; uno de cada 236 ciudadanos está mutilado), Angola (9 millones de minas; uno de cada 470 habitantes está mutilado) Bosnia-Herzegovina, Afganistán, El Salvador, Nicaragua, Colombia (En 2009 se reportaron un total de 777 víctimas de minas antipersona en Colombia), Perú (en sus fronteras con Ecuador y Chile), Sudán, Mozambique, Somalia , Irak, Sahara Occidental y Ucrania

## Movimiento antiminas
En febrero de 1997 los grupos parlamentarios del Congreso de los Diputados de España aprobaron unánimemente una Proposición no de Ley instando al Gobierno a remitir a la Cámara un proyecto para regular la prohibición total de las minas antipersona, bombas de racimo y armas de efecto similar. Un proyecto que debería conllevar la prohibición de la fabricación, el comercio, el uso y la exportación de las minas y también la destrucción de las existencias de este armamento.
Finalmente, en diciembre del mismo año un centenar de Estados de todo el mundo firmaron el Tratado de Ottawa, un texto definitivo para la prohibición total de las minas. La Campaña Internacional para la Prohibición de las Minas Antipersona (ICBL) obtuvo el Premio Nobel de la Paz en 1997. A día de hoy el Tratado ha sido ratificado por 144 estados. Se dice que los estados parte en la Convención de Ottawa ya han destruido 37 millones de ellas. La reciente adhesión a la Convención de Afganistán y Angola -dos de los países más infestados de minas- ha sido especialmente bien acogida.
En noviembre de 2004 140 países se reunieron en Nairobi por un “Mundo libre de minas” para evaluar los logros conseguidos y revisar los puntos pendientes. Este encuentro se llevó a cabo en el séptimo aniversario de la aprobación del Tratado de Ottawa y cinco años después de su entrada en vigor y finalizó con el compromiso de la adopción de un Plan de Acción para los próximos cinco años que acelere la destrucción de minas y garantice el desminado de las zonas afectadas así como la asistencia de las víctimas.

A nivel internacional hay todavía muchos países que no han firmado el Tratado de Ottawa: es, como decíamos, el caso de los Estados Unidos, Rusia, China o Pakistán, por citar algunos, todos ellos destacados productores de minas.
Por este motivo, la campaña por la eliminación de las minas sigue luchando para conseguir que más estados suscriban el Tratado de Ottawa y para que los que ya lo han firmado actúen con firmeza en el proceso de destrucción y de prohibición de las minas antipersona. Desde el Tratado de Ottawa la utilización de estos artefactos ha disminuido notablemente, en 1999 eran quince los gobiernos que las utilizaban y en el 2003-2004 esta cifra ha disminuido a cuatro.
Pero a pesar de este avance, no se debe olvidar el grave problema que conlleva para las víctimas normalizar su vida y es aquí donde no se está avanzando lo suficiente. Lo mismo ocurre con la desminación de las zonas afectadas en las que los fondos para atención a las víctimas y la limpieza de minas está descendiendo. Los estados que ya han adoptado la Convención tiene una fecha clave en el horizonte: a más tardar a finales de 2009, la mayoría de los estados tiene que haber destruido sus reservas de minas antipersona y limpiado las zonas minadas de su territorio.